# Charles Gabriel Lemonnier

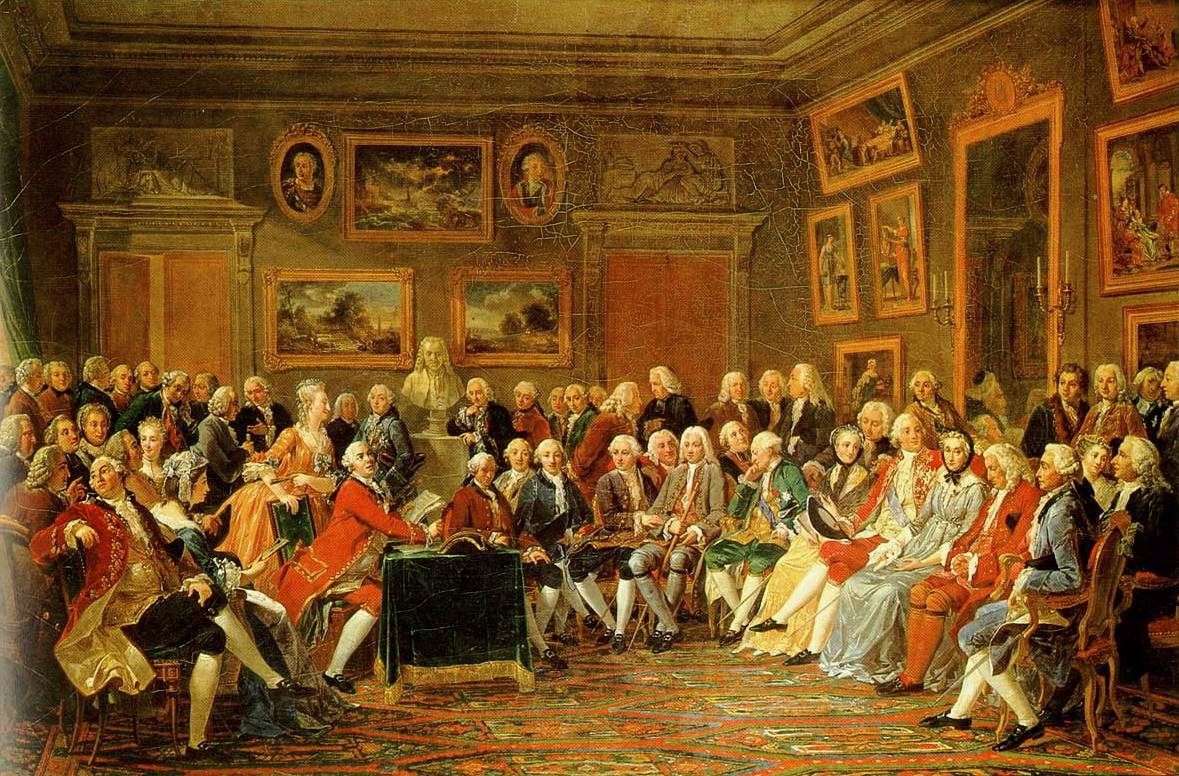
Une soirée chez Madame Geoffrin di Lemonnier, 1812

Anicet Charles Gabriel Lemonnier (Rouen, 6 giugno 1743 – Parigi, 17 agosto 1824) è stato un pittore francese specializzato in dipinti a sfondo storico ed in particolare della storia francese.

## Biografia
Lemonnier fu il primo allievo di Jean-Baptiste Descamps alla Scuola regionale di Belle Arti di Rouen, sua città natale, e quindi di Vien, dove ebbe per compagni e amici Vincent e David.
Di bell'aspetto, dotato di un ingegno naturale e portatore di raccomandazioni eccellenti, venne subito ammesso nei migliori salotti della capitale, soprattutto in quello di Marie-Thérèse Rodet Geoffrin, che lo prese in simpatia.
Nel 1772, espose Les Enfants de Niobe tués par Apollon et Diane, opera con cui partecipò al prix de Rome. Soggiornò quindi a Roma dal 1774 al 1784. Nella patria delle arti, Lemonnier trovò subito accoglienza presso la casa del poeta e diplomatico cardinale de Bernis e si dedicò con entusiasmo allo studio dei capolavori dei grandi maestri, da cui attinse ispirazione nel disegno e nella composizione, che furono poi distintivi del suo talento.
Di ritorno in Francia, Lemonnier tornò nella sua città natale, dove dipinse, per la cappella del Seminario di Saint-Vivien, uno dei suoi migliori quadri, La peste di Milano. Nel 1786, durante il passaggio di Luigi XVI a Rouen, di ritorno da Cherbourg, Lemonnier fu incaricato di dipingere un quadro il cui soggetto era la presentazione al monarca dei membri della Camera di Commercio di quella città. Poco dopo, realizzò per la stessa istituzione, un grande dipinto allegorico che rappresenta il genio del commercio e la scoperta dell'America.
Nel 1789, Lemonnier venne invitato a far parte della Reale Accademia di Pittura e Scultura realizzando la Mort d'Antoine come opera per l'insediamento. Al momento della Rivoluzione, Lemonnier venne chiamato a far parte della commissione per i monumenti e, nel 1794, ottenne il titolo di pittore del gabinetto della Scuola di medicina. Amico di Roland, Lemonnier ricevette, in data 4 dicembre 1792, un alloggio al Louvre dal ministro che lo ammise alla Commissione delle arti, dove rese grandi servizi. A Rouen, fu incaricato, insieme al suo connazionale Charles Le Carpentier, di impegnarsi nella ricerca e fare una scelta dei dipinti provenienti dalle istituzioni religiose soppresse, allo scopo di evitare la distruzione. Dopo aver operato con grande zelo in questa missione critica di prendersi cura delle opere d'arte, il Museo di Belle Arti di Rouen poté entrare in possesso di molti dei migliori quadri che egli era riuscito a raccogliere.
Nel 1810, Lemonnier divenne direttore della manifattura dei Gobelins, posto che conservò fino al 1816. Fu anche uno dei maggiori fautori della fondazione del Musée des beaux-arts de Rouen.
Il dipinto più noto di Lemonnier è senza dubbio Une Soirée chez madame Geoffrin, realizzato nel 1812 per l'imperatrice Joséphine. Questo dipinto esposto al Museo dei Castelli di Malmaison e Bois-Preau è una ricostruzione immaginaria del salotto di Marie-Thérèse Rodet Geoffrin raffiguranti, tra gli altri, il ministro Choiseul, Fontenelle, Montesquieu Diderot e Marmontel che guardano la padrona di casa, sotto un busto Voltaire e l'attore Lekain mentre legge un pezzo da L'Orphelin de la Chine.
I quadri principali di questo artista il cui talento si distingue per il gusto della composizione, la nobiltà dell'espressione data ai personaggi e da un'armonia di colori e di prospettiva, sono, oltre a quelli già menzionati: La Mission des apôtres; Jésus-Christ appelant à lui les petits enfants; Jésus-Christ au milieu des docteurs de la loi, realizzato per le orsoline di Rouen; Portrait de l'abbé Joly, docteur en Sorbonne; Présentation de la Sainte Vierge au Temple; la Fortune, su ispirazione da Guido Reni.
Dello stesso artista sono da ricordare: una Adoration des Mages, la Résurrection de Tabithe, Adieux d'Ulysse et de Pénélope; Cléombrote, roi de Sparte; una Sainte Cécile d'après le Dominiquin; les Ambassadeurs romains envoyés à l'aréopage d'Athènes pour demander les lois de Solon, François I recevant la Sainte Famille de Raphaël; Louis XIV inaugurant la statue de Milon de Crotone, acquistato dal principe Eugène de Beauharnais per la galleria di Monaco di Baviera; Portrait de M. d'Herbouville.
Lemonnier ebbe un figlio, André-Hippolyte Lemonnier, uomo di lettere, che scrisse, tra le altre cose, sul padre, Notice historique sur la vie et les ouvrages de A.-C.-G. Lemonnier. Un ritratto di Lemonnier si trova nella collezione della Biblioteca di Rouen.

## Opere

### Dipinti
- Bélisaire, museo des Augustins di Tolosa;
- François I recevant dans la salle des Suisses à Fontainebleau la grande sainte famille de Raphaël, musée des beaux-arts de Rouen;
- Jésus appelant à lui les petits enfants, musée des Beaux-Arts de Rouen;
- Jésus au milieu des docteurs, musée des Beaux-Arts de Rouen;
- La Mission des apôtres, musée des Beaux-Arts de Rouen;
- La Peste de Milan, musée des Beaux-Arts de Rouen;
- Schizzo della testa dell'angelo sterminatore da La Peste de Milan, musée des Beaux-Arts de Rouen;
- Paysanne de Frascati, musée des Beaux-Arts de Rouen ;
- Portrait de l'abbé Joly, docteur en Sorbonne, musée des Beaux-Arts de Rouen;
- Portrait de Monsieur d'Herbouville, musée des Beaux-Arts de Rouen;
- Présentation de la Vierge au Temple, musée des Beaux-Arts de Rouen;
- Un Grec albanais, musée des Beaux-Arts de Rouen;
- Vue de Saint-Cloud en automne, opera scomparsa;
- Ycarrius, Ulysse et Pénélope, musée des Beaux-Arts de Rouen;
- La Fortune, musée des Beaux-Arts de Rouen;
- Portrait de François I, localizzazione sconosciuta;
- Cléombrote ; dit aussi l'amour conjugal, musée des Beaux-Arts de Rouen;
- La Mort d'Antoine, musée des Beaux-Arts de Rouen;
- Louis XIV assistant, dans le parc de Versailles, à l'inauguration de la statue de Milon de Crotone par Puget, musée des Beaux-Arts de Rouen;
- Lecture de la tragédie de l'Orphelin de la Chine de Voltaire dans le salon de Madame Geoffrin, musée de Rueil-Malmaison;
- Première Lecture chez Madame Geoffrin de l'Orphelin de la Chine, en 1755, musée des Beaux-Arts de Rouen.

### Disegni
- Aigle dans une couronne feuillée, draperie, étude de décoration, museo del Louvre;
- Allégorie de la Prudence, museo del Louvre;
- Allégorie, museo del Louvre;
- Ange de l'Annonciation, et angelots, museo del Louvre;
- Ange portant une couronne, et têtes, museo del Louvre;
- Ange, tête et autre figure, museo del Louvre;
- Colonne historiée, devant un monument antique, museo del Louvre;
- Double portrait de Le Coulteulx de Canteleu et Dupont, échevins de la ville de Rouen, museo di Blérancourt;
- Deux Femmes drapées, en mouvement, et motifs décoratifs, museo del Louvre;
- Deux Figures allégoriques, sur des nuages, museo del Louvre;
- Deux Figures, museo del Louvre;
- Deux Hommes drapés à l'antique, Étude d'après un bas-relief, museo del Louvre;
- Deux Hommes nus, d'après un bas-relief antique, museo del Louvre;
- Deux Paysages antiques, et scène antique, museo del Louvre;
- Deux Putti, et une main tenant une balance, museo del Louvre;
- Deux Putti, soutenant quelque chose, museo del Louvre;
- Deux Romains, Étude d'après l'antique, museo del Louvre;
- Deux Romains, museo del Louvre;
- Deux Études d'un bœuf conduit en sacrifice, d'après un bas-relief antique, museo del Louvre;
- Deux Études d'une petite statue dans une niche, et visage, museo del Louvre;
- Deux Études de femmes drapées, et étude de façade, museo del Louvre;
- Deux Études de statue d'après l'antique, museo del Louvre;
- Deux Études de statues antiques, museo del Louvre;
- Deux Études de statues, d'après l'antique, museo del Louvre;
- Diverses Études d'après l'antique, museo del Louvre;
- Diverses Études d'après l'antique, museo del Louvre;
- Domestique apportant un plateau, museo del Louvre;
- Emblèmes romains, et silhouettes, museo del Louvre;
- Enfant nu, de dos, angelot, et coque d'un navire pour une décoration, museo del Louvre;
- Enfant nu, proues de galères, et tête de cheval, museo del Louvre;
- Étendards et cuirasse antiques, museo del Louvre;
- Étude architecturale, et silhouette drapée, museo del Louvre;
- Étude d'après l'antique, museo del Louvre;
- Étude d'après un bas-relief romain, museo del Louvre;
- Étude d'après une statue, nu antique, homme barbu, sur des nuages, museo del Louvre;
- Étude d'homme barbu, sur des nuages, et motif décoratif, museo del Louvre;
- Étude d'un fronton en arc de cercle, et tête d'homme portant un turban, museo del Louvre;
- Étude d'un monument antique, museo del Louvre;
- Étude d'une statue antique, museo del Louvre;
- Étude d'une statue d'homme dans une niche, en contre-plongée, museo del Louvre;
- Étude d'une statue d'homme drapé, dans une niche, museo del Louvre;
- Étude de statue, d'après l'antique, museo del Louvre;
- Études, museo del Louvre;
- Études : têtes, figure, écoinçon, loge, faisceau et hache de licteur, sceaux, museo del Louvre;
- Études d'après l'antique, museo del Louvre;
- Études de chevaux, museo del Louvre;
- Études de monuments antiques, museo del Louvre;
- Études de statues antiques, museo del Louvre;
- Études de têtes de lions, de coques de vaisseaux, d'une caryatide, museo del Louvre;
- Femme agenouillée, de dos, tournée vers la droite, museo del Louvre;
- Femme armée, assise, museo del Louvre;
- Femme assise sur des nuages, museo del Louvre;
- Femme assise, de face, museo del Louvre;
- Femme assise, drapée, tenant une tablette, museo del Louvre;
- Femme assise, drapée, tournée vers la gauche, museo del Louvre;
- Femme assise, sur des nuages, et tête de femme drapée, museo del Louvre ;
- Femme assise, sur des nuées, tenant une tablette, museo del Louvre;
- Femme assise, tenant une colombe, museo del Louvre;
- Femme auréolée, s'avançant vers la droite, et visage, de profil, museo del Louvre;
- Femme avec trois enfants (La Charité ?), museo del Louvre;
- Femme avec une licorne, museo del Louvre;
- Femme debout, drapée à l'antique, museo del Louvre;
- Femme debout, drapée, d'après l'antique, museo del Louvre;
- Femme debout, drapée, d'après l'antique, museo del Louvre;
- Femme debout, drapée, et angelots, museo del Louvre;
- Femme debout, drapée, et trois études d'une statue égyptienne, museo del Louvre;
- Femme debout, drapée, tête de cheval, museo del Louvre;
- Femme debout, drapée, Étude d'après l'antique, museo del Louvre;
- Femme debout, drapée, museo del Louvre;
- Femme debout, drapée, museo del Louvre;
- Femme debout, drapée, museo del Louvre;
- Femme drapée sur des nuées, tenant un serpent, museo del Louvre;
- Femme drapée, assise dans un écoinçon, museo del Louvre;
- Femme drapée, assise, entourée de putti, museo del Louvre;
- Femme drapée, assise, museo del Louvre;
- Femme drapée, assise, museo del Louvre;
- Femme drapée, le pied sur un lion, museo del Louvre;
- Femme drapée, mains jointes, museo del Louvre;
- Femme drapée, museo del Louvre;
- Femme en buste avec deux enfants, et femme drapée, en contre-plongée, museo del Louvre;
- Femme nue, de dos, assise sur des nuées, et moine volant, museo del Louvre;
- Femme tournée, vers la gauche, et figure ailée, museo del Louvre;
- Figure ailée tenant des trophées, museo del Louvre;
- Figure ailée, volant, museo del Louvre;
- Figure ailée, museo del Louvre;
- Figure casquée, d'après l'antique, museo del Louvre;
- Figure conduisant un taureau, Étude d'après un bas-relief antique, museo del Louvre;
- Figure debout, drapée, d'après l'antique, museo del Louvre;
- Figure drapée à l'antique, debout, putto et objet, museo del Louvre;
- Figure drapée, et putto sur des nuées, museo del Louvre;
- Figure drapée, museo del Louvre;
- Figure laurée, museo del Louvre;
- Figure tenant une croix, museo del Louvre;
- Figure volante, tête de lion, proue de galère, museo del Louvre;
- Figure volante, museo del Louvre;
- Figures drapées, d'après l'antique, museo del Louvre;
- Figures drapées, de face, ou de profil, museo del Louvre;
- Figures nues sur des nuées, museo del Louvre;
- Figures, museo del Louvre;
- Figures, museo del Louvre;
- Guerrier debout, Étude d'après l'antique, museo del Louvre;
- Guerrière assise, d'après l'antique, museo del Louvre;
- Homme assis sur un trône, et motifs décoratifs, museo del Louvre;
- Homme assis, drapé, d'après l'antique, et jambes d'hommes en marche, museo del Louvre;
- Homme assis, enchaîné, et torse, museo del Louvre;
- Homme barbu, sur des nuées, et plafond à caissons, museo del Louvre;
- Homme debout, drapé, d'après l'antique, museo del Louvre;
- Homme drapé, d'après l'antique, museo del Louvre;
- Homme drapé, tourné vers la gauche, et silhouette de cheval, museo del Louvre;
- Homme nu, assis sur des nuages, museo del Louvre;
- Homme nu, assise, de face, d'après l'antique, museo del Louvre;
- Homme nu, barbu, sur des nuages, museo del Louvre;
- Homme nu, de face, figure drapée et Étude d'ornements architecturaux, museo del Louvre;
- Homme tenant une biche attachée, pour un sacrifice, et tête, museo del Louvre;
- Jupiter, museo del Louvre;
- Louis XVI recevant les hommages des échevins de Rouen, museo di Blérancourt;
- La Char d'Apollon, Étude d'après une composition plafonnante, museo del Louvre;
- Le Christ sur des nuées, museo del Louvre;
- Licteur, d'après un bas-relief antique, museo del Louvre;
- Minerve, museo del Louvre;
- Motifs décoratifs, chérubins, figure ailée, museo del Louvre;
- Nombreuses études d'après l'antique, museo del Louvre;
- Portrait de Jean-Baptiste Le Coulteulx de Canteleu, échevin de la ville de Rouen, museo di Blérancourt;
- Premiere esquisse pour le tableau de la chambre de commerce de Rouen, museo di Blérancourt;
- Palais italien, museo del Louvre;
- Palmier, museo del Louvre;
- Personnage drapé, museo del Louvre;
- Personnage à demi nu, assis, et statue de lion entourant un médaillon, museo del Louvre;
- Personnages drapés, d'après l'antique, museo del Louvre;
- Personnages près de deux arbres, Étude d'après un bas-relief antique, museo del Louvre;
- Petit putto se retournant, museo del Louvre;
- Prisonniers, et soldat portant un fardeau, museo del Louvre;
- Putti, chérubins, figure drapée, villas antiques, museo del Louvre;
- Putti, seau de pierre, proue d'une galère, museo del Louvre;
- Putti, étude architecturale et vase, museo del Louvre;
- Putti, museo del Louvre;
- Putto ailé, figure volant, et buste d'un personnage, museo del Louvre;
- Putto parmi des fleurs et des fruits, museo del Louvre;
- Putto, et femme drapée, museo del Louvre;
- Putto, museo del Louvre;
- Roi en armure, s'avançant, de face, museo del Louvre;
- Seconde esquisse pour le tableau de la chambre de commerce de Rouen, museo di Blérancourt;
- Saint Joseph portant l'Enfant, museo del Louvre;
- Saint en adoration, museo del Louvre;
- Saint, museo del Louvre;
- Sainte Barbe, museo del Louvre;
- Sainte sur des nuages, vase, et silhouette, museo del Louvre;
- Sainte sur des nuages, museo del Louvre;
- Sainte sur des nuées, museo del Louvre;
- Silhouette drapée, museo del Louvre;
- Soldat romain, tourné vers la gauche, Étude d'après un bas-relief antique, museo del Louvre;
- Soldats romains, d'après l'antique, et femme tournée vers la gauche, museo del Louvre;
- Soldats romains, Étude d'après un bas-relief antique, museo del Louvre;
- Statue d'après l'antique, museo del Louvre;
- Statue d'homme debout, drapé, museo del Louvre;
- Statue d'homme drapé, d'après l'antique, museo del Louvre;
- Statue d'homme drapé, dans une niche, vu en contre-plongée, museo del Louvre;
- Statue d'homme drapé, dans une niche, museo del Louvre;
- Statue d'homme drapée, de dos, museo del Louvre;
- Statue d'homme nu, d'après l'antique, museo del Louvre;
- Statue d'une femme, levant le bras, d'après l'antique, et visages, museo del Louvre;
- Statue d'une martyre, museo del Louvre;
- Statue de Jupiter assis, museo del Louvre;
- Statue de Jupiter, museo del Louvre;
- Statue de Scipion l'Africain, dans une niche, museo del Louvre;
- Statue de Valerius Publicola, museo del Louvre;
- Statue de femme debout, tenant un serpent, museo del Louvre;
- Statue de femme drapée à l'antique, reprise d'une main, et tête, museo del Louvre;
- Statue de femme drapée, d'après l'antique, et autres études, museo del Louvre;
- Statue de femme drapée, d'après l'antique, et visage, museo del Louvre;
- Statue de femme drapée, d'après l'antique, et reprise du visage, museo del Louvre;
- Statue de femme drapée, d'après l'antique, museo del Louvre;
- Statue de femme drapée, portant une épée, museo del Louvre;
- Statue de femme drapée, museo del Louvre;
- Statue de femme, d'après l'antique, museo del Louvre;
- Statue de femme, debout, drapée, museo del Louvre;
- Statue de guerrier antique, et petit visage, museo del Louvre;
- Statue, d'après l'antique, et homme drapé s'avançant vers la droite, museo del Louvre;
- Statue, d'après l'antique, museo del Louvre;
- Statue de guerrier, et tête de bœuf, museo del Louvre;
- Statues animales sur des piédestaux, museo del Louvre;
- Tour en construction dans un paysage, museo del Louvre;
- Trois Égyptiens, museo del Louvre;
- Trophées, museo del Louvre;
- Tête, museo del Louvre;
- Têtes, museo del Louvre;

## Pitture
- Vaisseau romain, Étude d'après un bas-relief antique, museo del Louvre;
- Visage, museo del Louvre;
- Vue d'un bâtiment, museo del Louvre;
- Haut de tentes militaires, statue d'homme antique, de profil, et décoration, museo del Louvre.